# لباس صبح
لباس صبح یا لباس رسمی روز، کت و شلواری مردانه است که شامل کت با طرح خاص که تا بالای زانو ها درازا دارد و از جلو باز است و شلوار رسمی و جلیقه است .لباس صبح در مراسم های سلطنتی توسط پادشاه یا شاهزادگان و یا مهمان های رسمی مورد استفاده قرار می گیرد، همچنین سوارکاران در مسابقات اسب سواری و نوازندگان در کنسرت ها از آن استفاده می کنند.

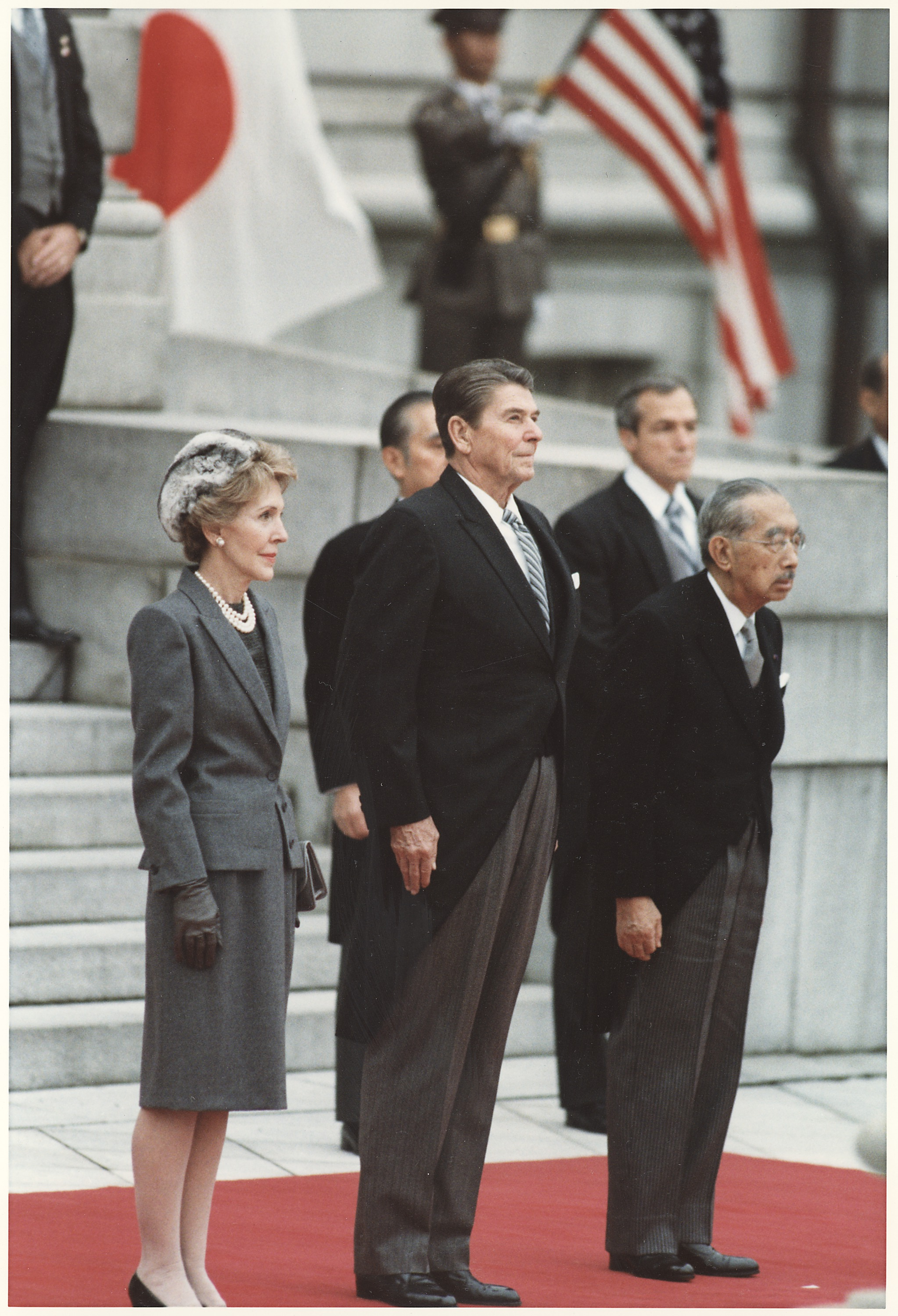
امپراتور هیروهیتو و رونالد ریگان و نانسی ریگان در سال ۱۹۸۳،هردو مرد کت صبح و شلوار رسمی پوشیده اند که لباس صبح را تشکیل می دهد.

## ترکیب بندی
لباس صبح تشکیل می شود از:
- کت صبح
- جلیقه
- شلوار رسمی
- پیراهن
- کفش آکسفورد
- کلاه
- ساعت جیبی
- دست کش
- پاپیون
- کراوات
- دستمال گردن

## نگارخانه

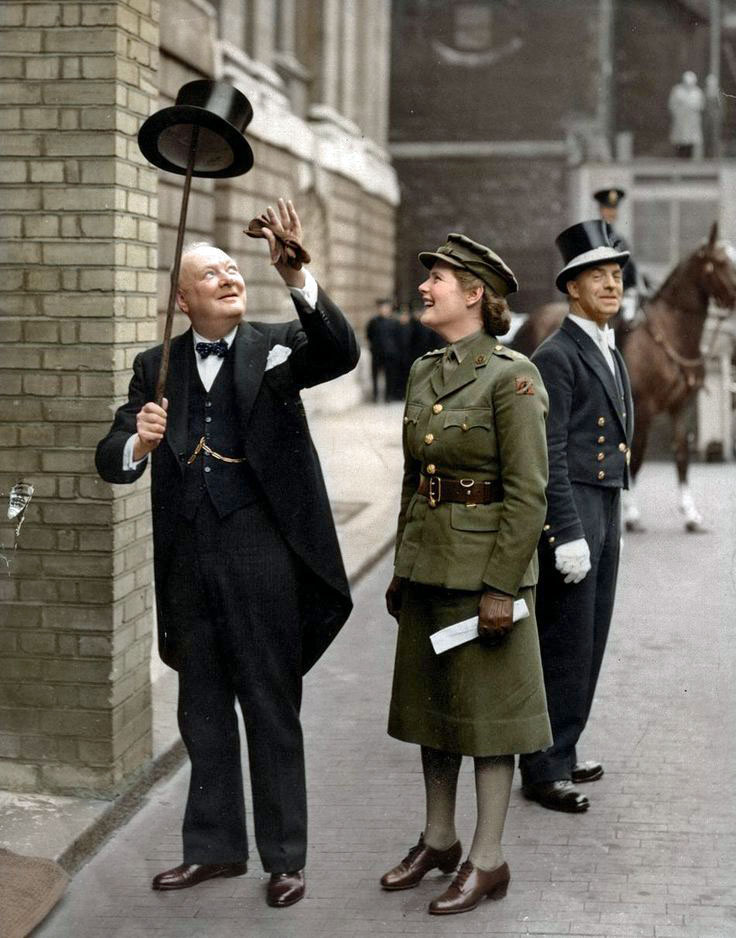
وینستون چرچیل در سال ۱۹۴۵
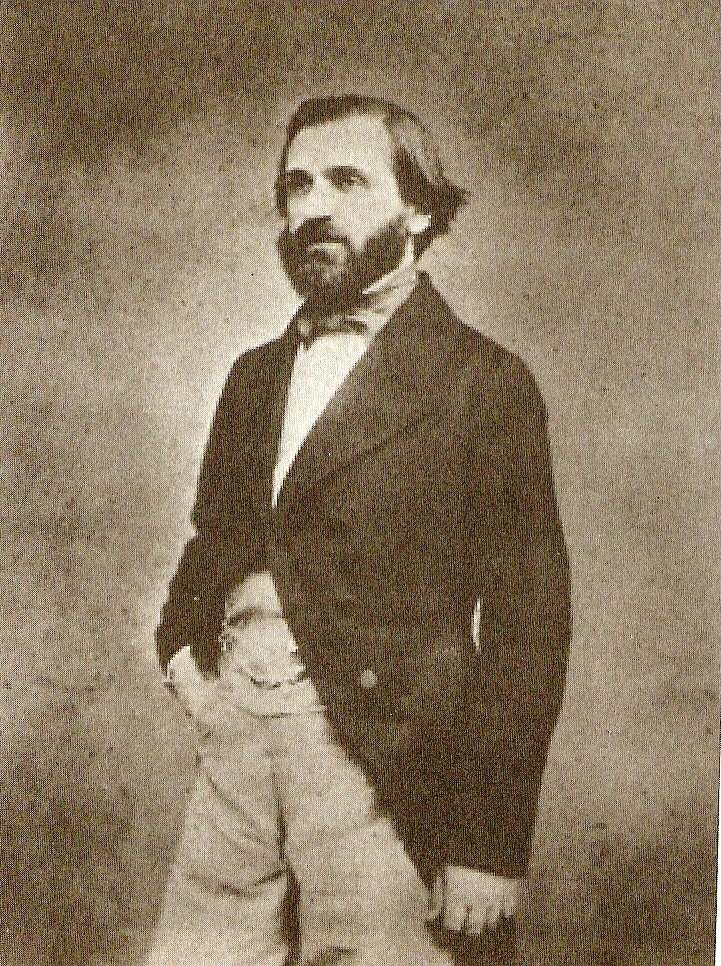
جوزپه وردی آهنگساز در سال۱۸۴۴ از لباس صبح استفاده کرده است.
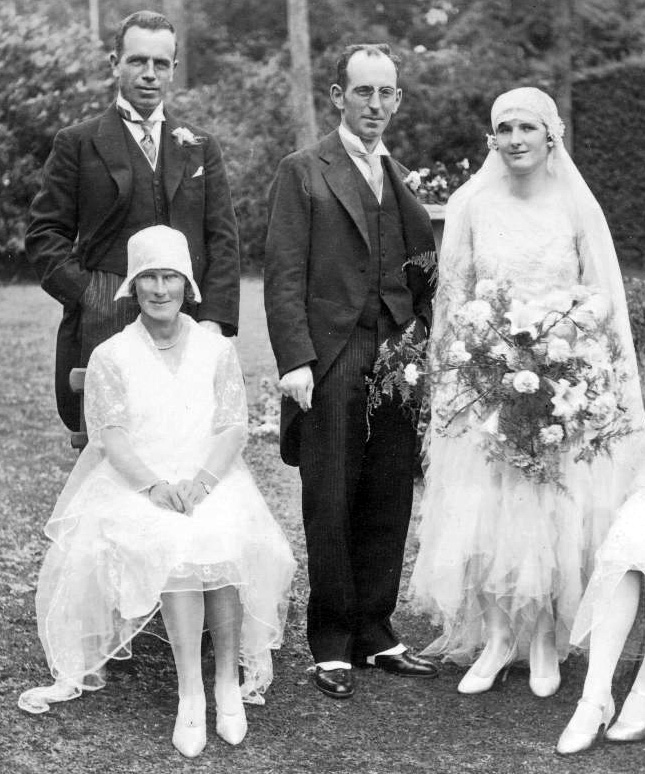
مردان در روز عروسیشان لباس صبح پوشیده اند.۱۹۲۹